# Savoia-Marchetti SM.74
Die Savoia-Marchetti SM.74 war ein Transport- und Verkehrsflugzeug für italienische Fluggesellschaften, das einen weiteren Weltrekord verbesserte und wegen der Vielseitigkeit auch „Tausendfüßler“ genannt wurde.

## Geschichte
Der erhöhte Bedarf der Fluggesellschaften an verbesserten Passagierflugzeugen und Bedarf der Regia Aeronautica an größeren Transportflugzeugen machte ein neues Projekt bei SIAI nötig. Mit der SM.74 wollte Alessandro Marchetti diese Lücke schließen und sich die Marktanteile sichern. Der Prototyp startete am 26. März 1935 zum ersten Mal mit vier Piaggio-P-XR-Motoren mit je 700 PS und verstellbarer Dreiblattluftschraube aus Metall. Der Probeflug lief problemlos und zeigte besonders gute Flugeigenschaften. Alle Ergebnisse des Testfluges wurde streng geheim gehalten; die Konkurrenz von Fokker und Douglas war groß und man wollte verkaufen. Der einzige Kunde für die SM.74 war Ala Littoria und dieser drohte abzuspringen, man musste den Kunden von den Vorteilen der SM.74 überzeugen. Dazu wurden zwei weitere Prototypen mit Bristol-Pegasus-III-Motoren mit je 845 PS gebaut. Die Tests liefen ab dem 13. Dezember 1935. Am 18. Juli 1936 eröffnete Ala Littoria die Linie Rom–Paris mit der SM.74. Dennoch wurden 1937 die Motoren der SM.74 auf den italienischen Alfa-Romeo-126RC34-Motor mit je 780 PS umgestellt, alle 37 Maschinen erhielten diesen Motor. Am 22. Dezember 1937 wurde mit einer SM.74 ein weiterer Weltrekord verbessert, man transportierte 10 t Nutzlast mit 322,089 km/h über die Distanz von 1100 km.
Wegen der Kriegsvorbereitungen wurden die SM.74 von der Regia Aeronautica beschlagnahmt und als Transportflugzeug von und nach Afrika eingesetzt. Am 9. und 10. April 1941 transportierten die Flugzeuge Treibstoff- und Lebensmittellieferungen zwischen Adschdabiya und El Mechili für die italienisch-deutsche Gegenoffensive, vor allem für die 132. Panzerdivision „Ariete“. Am 30. Juli 1941 wurden die schwer beladenen Maschinen von britischen Bristol Blenheims angegriffen, die erfahrenen Piloten und Besatzungen konnten die Maschinen jedoch retten. Von da ab wurden die SM. 74 nur noch nachts zu Transportzwecken eingesetzt. Am 2. Oktober 1941 wurde das Flugfeld von Castel Benito bombardiert und einige S.M. gingen verloren. Eine weitere SM.74 stürzte am 23. Oktober 1941 in den Bergen von Licodia Eubea Goda mit 26 Soldaten an Bord ab. Die letzte verbliebene SM.74 wurde am 19. Juli 1943 bei einem amerikanischen Bombenangriff auf Rom zerstört.

## Technik
Die SM.74 hatte verschweißte Stahlrahmen und war teilweise mit Duraluminiumblechen verkleidet. Die Tragflächen waren aus verstärktem Sperrholz und teilweise mit Leinen bespannt. Das Leitwerk war ähnlich wie bei den großen Flugbooten angelegt. Das Cockpit der SM.74 war über den Tragflächen angelegt, so dass die Besatzung die Motoren während des Fluges überwachen konnte. Der erste Prototyp wurde mit vier Piaggio-P-XR-Motoren mit je 700 PS hergestellt. Zwei weitere erhielten auf Kundenwunsch Bristol-Pegasus-III-Motoren mit je 845 PS, die dann später gegen Alfa-Romeo-126RC34-Motoren mit je 780 PS ausgetauscht wurden. Das Fahrwerk der SM.74 wurde mit Stoßdämpfern bestückt, um die voll beladenen Maschinen bei der Landung vor Beschädigung zu schützen.

## Technische Daten
| Kenngröße             | Daten                                            |
| --------------------- | ------------------------------------------------ |
| Besatzung             | 4                                                |
| Passagiere            | bis zu 27                                        |
| Länge                 | 21,36 m                                          |
| Spannweite            | 29,68 m                                          |
| Höhe                  | 5,50 m                                           |
| Flügelfläche          | 120 m²                                           |
| Flügelstreckung       | 7,3                                              |
| Leermasse             | 8900 kg                                          |
| Startmasse            | 14.000 kg                                        |
| Antrieb               | 4 × DD Alfa Romeo 126RC34 mit je 575 kW (780 PS) |
| Reisegeschwindigkeit  | 278 km/h                                         |
| Höchstgeschwindigkeit | 322 km/h                                         |
| Dienstgipfelhöhe      | 7000 m                                           |
| Reichweite            | 2000 km                                          |